# NGC 857
NGC 857 is een lensvormig sterrenstelsel in het sterrenbeeld Oven. Het hemelobject werd op 18 november 1835 ontdekt door de Britse astronoom John Herschel.

## Synoniemen
- PGC 8455
- ESO 415-6
- MCG -5-6-8